# 2010년 대한민국
다음은 2010년 대한민국에서 일어났던 사건들을 정리해 놓은 문서이다.

## 재임자
제6공화국 (이명박 정부)
- 대통령 : 이명박
- 국무총리 : 정운찬 (~8월 10일), 김황식 (10월 1일~)
  - 국무총리 대행 : 윤증현 (8월 10일~9월 30일)

## 사건

### 4월~6월
- 6월 2일 - 제5회 전국동시지방선거 투표가 실시되었다.